# Joseph Gerstner von Gerstenkorn
Freiherr Joseph Gerstner von Gerstenkorn (* 1791 in Freiburg im Breisgau; † 16. April 1869 in Linz, Oberösterreich) war k. k. Feldmarschallleutnant und zuletzt Kommandant der Landesgendarmerie. Ferner war er Inhaber des Infanterie-Regiments Nr. 8 und Ehrenbürger von Pressburg und erhielt am 13. April 1859 das Diplom zum österreichischen Freiherrenstand.

## Leben
Sein Vater der Oberleutnant Gottlieb Gerstner erhielt am 10. Januar 1816 den österreichischen Adel mit dem Prädikat von Gerstenkorn.
Joseph wurde im April 1807 Kadett im Infanterie-Regiment Nr. 46. Als solcher nahm er am Fünften Koalitionskrieg teil, wo er zum Fähnrich und Unterleutnant aufstieg. Er kämpfte bei Hause, Wagram und Eckmühl. Nach der Auflösung des Infanterie-Regiment Nr. 46, kam er in das Infanterie-Regiment Nr. 18. Dort wurde er Adjutant des General Mumb. Während der Befreiungskriege kämpfte er zunächst als Leutnant mit dem Infanterie-Regiment Nr. 18.
Am 16. Februar 1822 wurde er zum Kapitänleutnant befördert und wurde 1824 Adjutant von FML Graf Lillienberg. 1826 kam er in das Infanterie-Regiment Nr. 51 und führte erfolgreich die Evakuierung der Insel durch. Am 16. Februar 1826 kam er in das Infanterie-Regiment (Mecsery) und am 1. September in das Infanterie-Regiment Nr. 11.
Danach kam er am 3. August 1835 als Major in das Infanterie-Regiment Nr. 40. Dort wurde er am 31. Dezember 1838 zum Oberstleutnant und dann zum am 26. Juni 1844 zum Oberst und Kommandeur befördert. 
Während der Revolution von 1848/1849 im Kaisertum Österreich stand er in Italien und kämpfte im Gefecht bei Bologna. Gerstner wurde am 5. November 1848 zum Generalmajor und Brigadier in Wien befördert. Bereits am 5. Mai 1849 wurde er nach Ungarn versetzt. Er schlug die Aufständischen am 27. Juni bei Leshaza, marschierte nach Prag, wo er am 15. Juli zum Kommandanten ernannt wurde, desgleichen am 27. Juli in Ketschkemet und am 4. August in Szegedin. Im September 1849 wurde er dann Distriktkommandant von Temeschvar. Für den Feldzug erhielt er das Ritterkreuz des Leopold-Ordens, den Militär-Verdienstorden und am 13. September 1849 den russischen Stanislaus-Orden 1. Klasse. Im Januar 1850 kam er als Militär-Distrikts-Kommandant nach Pressburg, wo er am 22. Oktober 1850 zum Feldmarschallleutnant befördert wurde. Am 28. Mai 1852 Kommandant der Gendarmerie sowie Militärkommandant in Wien, noch 1854 wurde er dann Kommandant der Landesgendarmerie und erhielt am 8. September 1859 seinen Abschied.
Er war seit 1856 zweiter und seit 1865 Inhaber des Infanterie-Regiments Nr. 8 und starb am 16. April 1869 in Linz in Oberösterreich.

## Familie
Gerstner heiratete am 27. Januar 1842 Maria Ziegler (* 3. September 1812; † 31. Dezember 1874). Das Paar hatte wenigstens einen Sohn:
- Eduard (* 5. März 1843; † 22. November 1882), Lehrer an der Kriegsschule ⚭ 1876 Therese Caroline de Gleria (* 17. April 1850), die Familie ist erloschen.